# Zauri Iwanoszwili
Zauri Szotajewicz Iwanoszwili (ros. Заури Шотаевич Иваношвили; ur. 16 maja 1965) – radziecki zapaśnik walczący w stylu klasycznym.
Pierwszy w Pucharze Świata w 1987 i drugi w 1990. Mistrz świata juniorów w 1982 i 1983; kadetów w 1982 i młodzieży w 1985. Trzeci na ME młodzieży w 1985 roku.
Brązowy medalista mistrzostw ZSRR w 1987 i 1990 roku.